# Cyrtodactylus lomyenensis
Cyrtodactylus lomyenensis es una especie de gecos de la familia Gekkonidae.

## Distribución geográfica yhábitat
Es endémica de una zona kárstica del centro de Laos. Su rango altitudinal oscila entre 150 y 200 m s. n. m..